# Rok wilkołaka
Rok Wilkołaka (Cycle of the Werewolf) – powieść z gatunku horror, autorstwa Stephena Kinga, która została wydana w 1983 roku.
Powieść podzielona jest na dwanaście rozdziałów, odpowiadających kolejnym miesiącom roku. Taki podział spowodowany jest tym, że historia o tytułowym wilkołaku planowana była jako urozmaicenie kalendarza (na każdej stronie miało pojawić się kilkanaście zdań opowieści). Kiedy utwór rozrósł się, postanowiono wydać go w formie książkowej.